# Porthgain
Porthgain (du gallois « beau port ») est un village du parc national côtier du Pembrokeshire au pays de Galles.